# زیردریایی تیپ ۲۱۸
زیردریایی تیپ ۲۱۸ (به انگلیسی: Type 218 submarine) یک زیردریایی است.